# Нойман, Гюнтер (сатирик)
Гюнтер Кристиан Людвиг Нойман (19 марта 1913, Берлин — 17 октября 1972, Мюнхен) — немецкий кабаретист, либреттист, композитор и пианист. Известен как автор и исполнитель сатирических программ и радиошоу, таких как «Die Insulaner».

## Биография
Получил музыкальное образование в Берлинской высшей школе музыки. В 1929 году начал выступать как «фантаст на рояле» в кабаре «Kabarett der Komiker», затем участвовал в программе кабаре «Katakombe», где в 1937 г. поставил ревю «Gib ihm heraus». Во время Второй мировой войны служил в армии и организовал фронтовое театральное представление, а впоследствии — тюремный лагерь как лагерный театр.
После окончания войны вернулся в Берлин и написал успешные ревю — «Alles Theater» (1947) и «Schwarzer Jahrmarkt» (1948). В годы блокады возглавил сатирический журнал и радиошоу «Insulaner»  на RIAS, которое затем транслировалось по телевидению и завоевало значительную популярность на фоне холодной войны.
За вклад в развитие культуры был награждён статуэткой «Берлинской колокольни свободы» от мэра Эрнста Ройтера. Также переводил на немецкий язык мюзикл «Kiss Me, Kate», писал киносценарии и песни для теле- и радиопередач. В 1958 переехал в Мюнхен, где работал автором для телепрограмм, включая «Die Rückblende» и «Dalli Dalli».

## Личная жизнь
С 1938 года был женат на актрисе и кабаретистке Татьяне Сайс, исполнительнице «Insulaner». Брак распался, позже они развелись. Гюнтер Нойман умер в Мюнхене, похоронен на кладбище Люизенфридхоф III в Берлине-Вестенде, где спустя годы рядом была похоронена и Татьяна Сайс.

## Награды
- Медаль «Колокольня свободы» от мэра Эрнста Ройтера
- Серебряный лавр премии имени Дэвида Селзника
- Берлинская художественная премия
- Кольцо Пауля Линке
- С 16 июня 2020 г. его могила признана почётным захоронением земли Берлин на 20 лет
- Установлены мемориальные таблички на его доме и на холме Трюммерберг «Insulaner» в Шёнеберге

## Избранные произведения
Книги:
- Я был усами Гитлера (1950)
- Островитяне (1955)
- Новые шансонетки (1968)
- Чёрная ярмарка (1975)

Ревю:
- Всё — театр
- Цветочный горшок
- Маленький Наполеон
- Я был усами Гитлера
- Смертельный трюк (Сальто-мортале)
- Чёрная ярмарка

Кино (избранное):
- 1939: Рай холостяков
- 1940: Тёмное пятно
- 1948: Берлинская баллада
- 1950: Прекрасные времена
- 1954: Фейерверк
- 1958: Трактир в Шпессарте; Мы, чудесные дети
- 1959: Ангел, который заложил свою арфу; Прекрасное приключение
- 1960: Привидения в запке Шпессарт
- 1962: Белоснежка и семь шутов
- 1967: Прекрасные времена в Шпессарте